# Mišši Juchma
Mišši Juсhma, in russo Мишши Юхма?, nom de plume di Michail Nikolaevič Il’in (in russo Михаил Николаевич Ильин?; Suguty, 10 aprile 1936), è un romanziere, drammaturgo e storico russo, di lingua ciuvascia.
Scrive principalmente in ciuvascio e russo. Membro di varie accademie scientifiche russe, è il più importante scrittore, storico, poeta, drammaturgo della Ciuvascia, nonché autore di oltre 200 libri e saggi.

## Opere
Mišši Juhma ha scritto oltre 100 libri. tra i più famosi:
- «il Nome della Stella» («Çăлтăрсем чĕнеççĕ», 1965),
- «Le vie di Mosca» («Мускав çулĕ», 1966),
- «I Fiori dell'erba» («Эльпи чечекĕсем», 1969),
- «la Freccia Azzurra» («Кăвак çĕмрен», 1971),
- «I Posteri» («Еткер», 1986),
- «Termen» (1990),
- «Madre pane» («Анне çăкăрĕ», 1991),
- «Nei giardini del Padre» («Атте пахчи», 1992),
- «l'Antica Ciuvascia» («Авалхи чăвашсем», 1996),
- «Gli antichi dei ed eroi ciuvasci» («Авалхи чăваш туррисемпе паттăрĕсем», 1996).

Negli ultimi anni, il maestro dà seguito ad un ciclo di romanzi storici: «La Via Lattea». Attualmente, sono stati pubblicati:
- «Porta del Sole» o «Tamarislu - regina delle amazzoni» («Хĕвел хапхи» е «Тамарислу — амаçынсен патши»);
- «il Poeta e il Re» («Юрăçăпа патша» е «Сăкăт пики — сар пике», 2002);
- «Altaj - la casa» («Ылттăнту — тăван кил» е «Метте — хунсен çарпуçĕ», 2001);
- «Attila, il Re» («Аттил-патша е „Çын куççулĕ çĕре ӳкмест“, 2003);
- „il Re dei Kubrati“ („Купрат патша“ е „Пурнăç çулĕ — вăрăм çул“, 2003);
- „Scorre il Volga“ («Атăл шывĕ юха тăрать» (CV)  е «Пуласлăха курас тесе», 2004);